# インスティゲイターズ 〜強盗ふたりとセラピスト〜
『インスティゲイターズ 〜強盗ふたりとセラピスト〜』（インスティゲイターズ 〜ごうとうふたりとセラピスト〜、原題：The Instigators）は、ダグ・リーマン監督、チャック・マクリーン、ケイシー・アフレック脚本による2024年のアメリカ合衆国の強盗コメディ映画。
『インスティゲイターズ 〜強盗ふたりとセラピスト〜』は、2024年8月2日にアメリカで限定公開され、その後2024年8月9日にApple TV+でストリーミングデビューを果たした。この映画は批評家から賛否両論の評価を受けた。

## キャスト
| 役名                   | 俳優                         | 日本語吹替 |
| ---------------------- | ---------------------------- | ---------- |
| ローリー               | マット・デイモン             | 平田広明   |
| コビー・マーフィー     | ケイシー・アフレック         | 土田大     |
| リヴェラ               | ホン・チャウ                 | 森夏姫     |
| ブーチ                 | ポール・ウォルター・ハウザー | かぬか光明 |
| ベセガイ               | マイケル・スタールバーグ     | 谷昌樹     |
| フランク・トゥーミー   | ヴィング・レイムス           | 手塚秀彰   |
| リッチー・デシコ       | アルフレッド・モリーナ       | 石住昭彦   |
| アラン・フリン         | トビー・ジョーンズ           | 魚建       |
| スカルヴォ             | ジャック・ハーロウ           | 宮崎遊     |
| ミチェッリ市長         | ロン・パールマン             | 廣田行生   |
| ミスター・ケリー       | アンドレ・デ・シールズ       |            |
| ジョン・ウェイン       | トビー・オンウメレ           |            |
| ロブ・グロンコウスキー | ロブ・グロンコウスキー       |            |

- 日本語吹替版その他出演：東内マリ子、神戸光歩、武田太一、木内太郎、野坂尚也、山口恵、金城慶、須川晶紀、山田浩貴、須田祐介、細川祥央、佐々木薫、牧村謙吾、田中進太郎、島田高虎
- 日本語吹替版スタッフ
演出：岩田敦彦、翻訳：亀井玲子、録音・調整：室井央基、制作：IMAGICAエンタテインメントメディアサービス

## 製作
2022年12月、Apple TV+がダグ・リーマン監督、マット・デイモンとケイシー・アフレック主演のプロジェクトの権利を取得した。ホン・チャウは2023年2月にキャストに加わり、他のキャストはその後数か月以内に発表された。クリストフ・ベックが映画の音楽を作曲した。
主要撮影は2023年3月にマサチューセッツ州ボストンとニューヨーク州ロングアイランドで始まり、ノースエンドのボヴァズ・ベーカリーやイースト・メドウのナッソー大学メディカルセンターなどで撮影された。

## 公開
2024年8月2日にアメリカの一部の劇場で公開され、8月9日にApple TV+で初公開された。

## 続編の可能性
2024年9月、ケイシー・アフレックとマット・デイモンは続編に主演するためにAppleの幹部と初期交渉中であり、ダグ・リーマンが監督として復帰する可能性があると述べた。